# Gui Haichao
Gui Haichao (chinois : 桂海潮) est un pilote, chercheur, professeur et astronaute chinois né en novembre 1986,.
Il est le premier astronaute civil chinois à être lancé dans l'espace, à bord de Shenzhou 16, en mai 2023.

## Biographie
Haichao est né à Baoshan, Yunnan, en Chine. Il a étudié à l'école primaire centrale de Yaoguan (maintenant l'école centrale de la ville de Yaoguan, comté de Shidian), au collège de Yaoguan (connu localement sous le nom de "Collège n°3 de Shidian") et au collège de Shidian (collège n°1 de Shidian). Il a obtenu les diplômes de B.E. et de doctorat en ingénierie aérospatiale de l'Université Beihang à Pékin, en Chine, respectivement en 2009 et 2014. De 2014 à 2017, il a été successivement chercheur postdoctoral au Département des sciences et de l'ingénierie de la Terre et de l'Espace de l'Université York, à Toronto, en Ontario, au Canada, et au Département de génie aérospatial de l'Université métropolitaine de Toronto, à Toronto. Depuis 2017, il est professeur associé à l'École d'astronautique de l'Université Beihang. Ses domaines de recherche comprennent la dynamique des engins spatiaux, le contrôle non linéaire et la théorie de l'estimation, avec un accent sur les applications aux systèmes spatiaux,. Il a rejoint le Parti communiste chinois en juillet 2020.

## Carrière spatiale

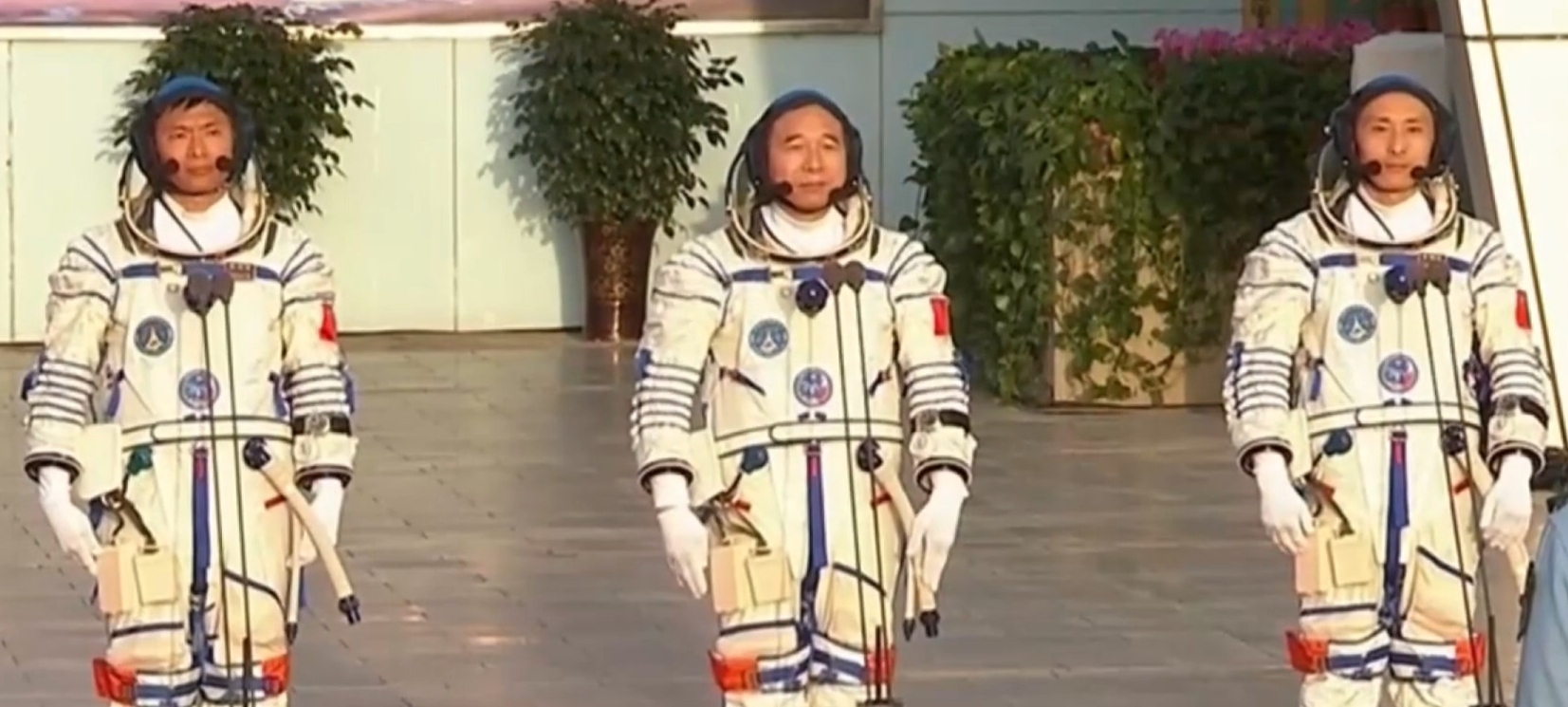
Les astronautes Jing Haipeng, Zhu Yangzhu et Gui Haichao lors de la cérémonie de départ de la mission habitée Shenzhou 16, au Centre de lancement de Jiuquan

Lorsque Gui Haichao a appris au printemps 2018 que l'Agence chinoise des vols spatiaux habités et le Centre de formation des astronautes chinois étaient à la recherche d'experts civils en charges utiles, en plus des pilotes de chasse, pour la phase d'utilisation et d'expansion de la Station spatiale chinoise, il a immédiatement pris contact. Parmi les 2500 candidats acceptés après examen des documents de candidature, 18 astronautes ont été sélectionnés pour faire partie du Groupe 3 des astronautes chinois après un processus de sélection en trois étapes terminé en septembre 2020, dont quatre experts en charges utiles, dont Gui Haichao malgré sa légère myopie. Parmi ces quatre experts en charges utiles, Gui Haichao était le seul à posséder un diplôme universitaire. La cérémonie officielle de prestation de serment pour le nouveau groupe de sélection a eu lieu le 1er octobre 2020, lors de la fête nationale chinoise. Gui Haichao, qui avait précédemment rejoint le Parti communiste chinois en juillet 2020, était maintenant le premier membre civil du Corps des astronautes de l'Armée populaire de libération,.
Plus tard, il a été nommé spécialiste des charges utiles pour la mission Shenzhou 16 en juin 2022, devenant ainsi le premier civil chinois ou membre du Groupe 3 à se rendre dans l'espace le 30 mai 2023. Il sera responsable de l'exploitation en orbite des charges utiles expérimentales en sciences spatiales.